# STS–110
Az STS–110 jelű küldetés az amerikai űrrepülőgép-program 109., a Atlantis űrrepülőgép 25. repülése.

## Küldetés
Jerry Lynn Ross az első űrhajós, aki hét alkalommal teljesíthetett szolgálatot a világűrben.

## Jellemzői
A beépített kanadai Canadarm (RMS) manipulátor kart 50 méter kinyúlást biztosított (műholdak indítás/elfogása, külső munkák [kutatás, szerelések], hővédőpajzs külső ellenőrzése) a műszaki szolgálat teljesítéséhez. A rácsszerkezet építése, szerelése során a Canadarm2 (RMS) manipulátor kart biztosította az emelés, tartás műveleteket.

## Első nap
Eredetileg 2002. április 4-én indították volna, de hidrogén szivárgás miatt leállították a kilövési előkészületeket. Április 8-án a szilárd hajtóanyagú gyorsítórakéták, Solid Rocket Booster(SRB) segítségével Floridából, a Cape Canaveral (KSC) Kennedy Űrközpontból, a LC39–B (LC–Launch Complex) jelű indítóállványról emelkedett a magasba. Az orbitális pályája 88,3 perces, 51,6 fokos hajlásszögű, elliptikus pálya perigeuma 155 kilométer, az apogeuma 225 kilométer volt. Felszálló tömeg indításkor 257 079 kilogramm, leszálló tömeg 200 657 kilogramm. Szállított hasznos teher 13 132 kilogramm.
Az első űrrepülőgép küldetés, amelyik új Blokk II főmotorral indulhatott (javított üzemanyag-szivattyú, erősebb integrált tengely/lemez, tartósabb csapágyak). Megnövelt megbízhatóság és  biztonság.

## Hasznos teher
A fő cél volt, az amerikai rácsszerkezet központi elemének, az S0 rácsszerkezet telepítse. Ez képezi az űrállomás gerincét, később erre telepítették az S1 és P1 rácsos szegmenseket és még további kilencet. A Canadarm2 vízszintes mozgatásának biztosítására egy sínszerkezetet (az első vasút az űrállomáson), a Mobile Transportert (MT) szállították, súlya 885 kilogramm. Az űrállomás külső felületére szerelték, így biztosítva a fő- és mellék rácsszerkezet kiépítését.

### Űrséták
Az első űrséta (kutatás, szerelés) alatt az S0 rácsszerkezet telepítési munkálatait végezték. A másodikon folytatódtak a szerelési munkák. A harmadikon elvégezték a Canadarm2 mozgatásához szükséges kábelezést, felszerelték a sínszerkezetet. A negyedik űrsétán tesztelték a megépített szerkezeteket (elektromos működés, információs hálózat alkalmazhatósága, videórendszer használhatósága). Telepítették a kívül elhelyezhető platformokat (kísérleti- és kutatóhelyek), az EVA mozgásokat biztosító köldökzsinór csatlakozókat.
(zárójelben a dátum és az időtartam)
- EVA 1: Steven Smith és Rex Walheim (2002. április 11., 7 óra 48 perc)
- EVA 2: Jerry Ross és Lee Morin (2002. április 13., 7 óra 30 perc)
- EVA 3: Steven Smith és Rex Walheim (2002. április 14., 6 óra 27 perc)
- EVA 4: Jerry Ross és Lee Morin (2002. április 16., 6 óra 37 perc)

## Tizedik nap
2002. április 19-én a Kennedy Űrközpontban (KSC), kiinduló bázisán szállt le. Összesen 10 napot, 19 órát, 43 percet és 32 másodpercet töltött a világűrben. 7 240 000 kilométert (4 500 000 mérföldet) repült, 171 alkalommal kerülte meg a Földet.

## Személyzet
(zárójelben a repülések száma az STS–110 küldetéssel együtt)
- Michael John Bloomfield (3), parancsnok
- Stephen Frick (1), pilóta
- Jerry Lynn Ross (7), küldetésfelelős
- Steven Lee Smith (4), küldetésfelelős
- Ellen Lauri Ochoa (4), küldetésfelelős
- Lee Miller Emile Morin (1), küldetésfelelős
- Rex Joseph Walheim (1), küldetésfelelős

### Visszatérő személyzet
- Michael John Bloomfield (3), parancsnok
- Stephen Frick (1), pilóta
- Jerry Lynn Ross (7), küldetésfelelős
- Steven Lee Smith (4), küldetésfelelős
- Ellen Lauri Ochoa (4), küldetésfelelős
- Lee Miller Emile Morin (1), küldetésfelelős
- Rex Joseph Walheim (1), küldetésfelelős